# Eduard Tubin
Eduard Tubin (Torila, 18 juni 1905 – Stockholm, 17 november 1982) was een Estisch-Zweeds componist. Hij wordt beschouwd als Estlands voornaamste componist van symfonieën. Zijn leven en werk vallen in twee gedeelten uiteen: de periode dat hij in Estland woonde en in zijn muziek trachtte aan te sluiten bij de eigen Estische tradities, en de periode nadat hij in 1944 met zijn gezin voor de sovjets naar Zweden was uitgeweken. Daar leidde hij een geïsoleerd bestaan, maar componeerde hij in een internationalere stijl. In 1961 werd Tubin Zweeds staatsburger. Tubin schreef behalve tien symfonieën ander orkestwerk, soloconcerten (voor piano, balalaika resp. contrabas en orkest), pianomuziek, twee opera's en het eerste Estische ballet. Zijn stijl wordt gekarakteriseerd door een zekere grimmigheid, een veelvuldig gebruik van ostinato's en, in de woorden van zijn pleitbezorger Maarten 't Hart, een typische 'Tubin-stuwing'. Tubins landgenoot Neeme Järvi was vanaf 1980 degene die Tubins werk als dirigent internationaal onder de aandacht heeft weten te brengen.

## Leven
Tubin werd in 1905 geboren in een klein plaatsje in de buurt van het Peipusmeer dat tegenwoordig tot de gemeente Peipsiääre behoort en waar zijn vader visser was. Zijn beide ouders waren amateur-musici (vader speelde trompet en moeder zong) en Tubin leerde op jonge leeftijd fluit en balalaika spelen. Hij ging naar een Russischtalige school: Estland behoorde nog tot het tsaristische Rusland. In 1920 (Estland was inmiddels onafhankelijk) ging Tubin in Tartu de lerarenopleiding volgen en in 1924 begon hij zijn muziekstudie aan de Hogere Muziekschool van Tartu, waaraan hij tot 1930 studeerde, ook nadat hij zich in het plaatsje Nõo als leraar had gevestigd. Aanvankelijk studeerde hij orgel bij Johannes Kärt en later muziektheorie en harmonieleer bij Heino Eller, de centrale figuur in het Estische muziekleven die tal van Estische componisten (waaronder Arvo Pärt) heeft opgeleid. Tubins oudste bewaarde composities dateren uit 1925.
Na zijn opleiding vestigde Tubin zich in Tartu en kwam hij als dirigent in dienst bij het theater Vanemuine in Tartu. Daarnaast was hij zeer actief als componist. Tijdens een van zijn buitenlandse concertreizen kwam hij in 1938 in Boedapest in contact met Zoltán Kodály, die hem ertoe aanzette om volksmuziek te verzamelen. Dat deed Tubin vervolgens op het eiland Hiiumaa. Zijn ballet Kratt, waaraan hij in 1938 begon en dat het allereerste Estische ballet is, is op volksmuziek gebaseerd. 
In 1944 kwam er een einde aan Tubins succesvolle loopbaan als dirigent en muziekpublicist: in dat oorlogsjaar vluchtte hij op 20 september met zijn gezin naar Zweden, nadat eerder dat jaar het Estonia-theater in Tallinn door een bombardement was getroffen, waarbij de partituur van zijn vierde symfonie ternauwernood uit de vlammen had kunnen worden gered. In Stockholm kreeg Tubin een aanstelling bij het muziekarchief van het Koninklijke Slottheater van Drottningholm. Zoals veel uitgeweken Esten zou Tubin een geïsoleerd bestaan leiden, afgesneden van (Sovjet-)Estland en onopgemerkt door Zweden, waarvan hij in 1961 het staatsburgerschap kreeg. Niet veel later kreeg hij ook een Zweedse staatsbeurs, waardoor hij als componist actief kon blijven.
Tubin heeft Estland na zijn vertrek nog een enkele keer bezocht. Zijn muziek werd er tijdens zijn leven zelden uitgevoerd en vrijwel genegeerd. Tubin overleed in 1982. Kort voor zijn dood kreeg hij in Zweden nog enkele onderscheidingen. In de zomer van 1982 werd hij nog lid van de Koninklijke Zweedse Muziekacademie.

## Na zijn dood
Al in de jaren zestig vroeg Tubins landgenoot Neeme Järvi aandacht voor de muziek van Tubin. Na zijn vertrek uit Estland in 1980 nam Järvi met Zweedse orkesten onder meer al Tubins symfonieën op. Inmiddels heeft ook Arvo Volmer dit gedaan. Sinds de herwonnen onafhankelijkheid van Estland wordt Tubins muziek daar inmiddels regelmatig uitgevoerd, vooral tijdens de aan Tubin gewijde festivals die sinds 2001 jaarlijks plaatsvinden. Deze worden georganiseerd door het Eduard Tubin-Genootschap (Eduard Tubina Ühing) dat in 2000 in Tartu werd opgericht. Het festival van 2005 vond plaats ter gelegenheid van de honderdste geboortedag van de componist: in Tallinn klonken dat voorjaar al zijn symfonieën.
Ook buiten Estland is de aandacht voor Tubins muziek toegenomen en in elk geval groter dan hij tijdens zijn leven is geweest.
Sinds 2011 bevindt zich in het Kasteel Alatskivi, nabij zijn geboorteplaats Torila, een Eduard Tubinmuseum.

## Selectie van werken
- tien symfonieën (1931-1973; de elfde bleef onvoltooid)
- het ballet Kratt (eerste versie 1938-1940, orkestsuite 1941)
- twee vioolconcerten (1941-1942 en 1945)
- concert voor contrabas en orkest (1948)
- requiem (1950)
- sonate voor altsaxofoon en piano (1951)
- concert voor balalaika en orkest (1963-1964)
- sonate voor altviool en piano (1964-1965)
- twee opera's: Barbara von Tisenhusen (1967-1968) en Reigi õpetaja (‘De dominee van Reigi’) (1970-1971)
- strijkkwartet (1979)
- verscheidene kleinere werken voor piano en solozang